# 阿格内斯·西蒙
阿格内斯·西蒙（德語：Agnes Simon，1935年6月21日—2020年8月19日），原名奥尔马希·阿格奈什（匈牙利語：Almási Ágnes），匈牙利、荷兰、德国前女子乒乓球运动员。她曾获得世界乒乓球锦标赛女子双打金牌。